# Hybanthus durus
Hybanthus durus är en violväxtart som först beskrevs av John Gilbert Baker, och fick sitt nu gällande namn av Ernest Justus Schwartz. Hybanthus durus ingår i släktet Hybanthus och familjen violväxter. Inga underarter finns listade i Catalogue of Life.